# Ilm (Bavière)
 (janvier 2016).
Si vous disposez d'ouvrages ou d'articles de référence ou si vous connaissez des sites web de qualité traitant du thème abordé ici, merci de compléter l'article en donnant les références utiles à sa vérifiabilité et en les liant à la section « Notes et références ».
L'Ilm est une rivière allemande de 82 km de long qui coule dans le land de Bavière. Elle est un affluent de l'Abens et donc un sous-affluent du Danube.